# 豊野奄智
豊野 奄智（とよの の あんち/えんち）は、奈良時代の皇族・貴族。初名は奄智王、臣籍降下後の氏姓は豊野真人。知太政官事・鈴鹿王の四男。官位は従四位下・中務大輔。

## 経歴
「奄智」の名前は、天平勝宝2年（750年）2月24日付の官奴司解にある「奄智村」（大和国城下郡あるいは山辺郡。現在の奈良県天理市庵治町付近）によるものだと推定される。
天平宝字元年（757年）他の兄弟と共に豊野真人姓を与えられて臣籍降下する。
天平宝字8年（764年）藤原仲麻呂の乱後に行われた叙位により、従五位下に直叙される。天平神護2年12月（767年1月）従五位上、翌年2月に図書頭に叙任される。神護景雲4年（770年）称徳天皇が崩御した際に、父・鈴鹿王の旧宅を陵墓にすることになり、鈴鹿王の子息が叙位を受け、奄智は正五位下に叙せられる。
宝亀2年（771年）大判事次いで兵部大輔に任ぜられる。宝亀3年（772年）出雲守として地方官に転じるが、宝亀7年（776年）兵部大輔に再任する。
宝亀9年（778年）右中弁に任ぜられると、宝亀10年（779年）正五位上、天応元年（781年）従四位下と光仁朝末から桓武朝初頭にかけて続けて昇叙される。同年摂津大夫に叙任され、光仁天皇崩御の際は装束司を務める。延暦2年（783年）中務大輔に任ぜられる。
延暦3年（784年）6月5日卒去。最終官位は中務大輔従四位下。

## 官歴
『続日本紀』による。
- 天平宝字元年（757年） 閏8月18日：臣籍降下（豊野真人姓）
- 天平宝字8年（764年） 10月7日：従五位下（直叙）
- 天平神護2年（767年1月） 12月12日：従五位上
- 天平神護3年（767年） 2月18日：図書頭
- 神護景雲4年（770年） 8月9日：正五位下
- 宝亀2年（771年） 閏3月1日：大判事。7月23日：兵部大輔
- 宝亀3年（772年） 11月1日：出雲守
- 宝亀7年（776年） 3月6日：兵部大輔
- 宝亀9年（778年） 2月23日：右中弁
- 宝亀10年（779年） 正月23日：正五位上
- 天応元年（781年） 4月15日：従四位下。5月25日：摂津大夫。12月23日[3]：装束司（光仁天皇崩御）
- 延暦2年（783年） 3月12日：中務大輔
- 延暦3年（784年） 6月5日：卒去（中務大輔従四位下）